# Podkriváň
Podkriváň – wieś (obec) na Słowacji położona w kraju bańskobystrzyckim, w powiecie Detva. Pierwsze wzmianki o miejscowości pochodzą z roku 1742. 
Według danych z dnia 31 grudnia 2012, wieś zamieszkiwały 592 osoby, w tym 294 kobiety i 298 mężczyzn.
W 2001 roku rozkład populacji względem narodowości i przynależności etnicznej wyglądał następująco:
- Słowacy – 99,05%
- Czesi – 0,16%
- Romowie – 0,16%

Ze względu na wyznawaną religię struktura mieszkańców kształtowała się w 2001 roku następująco:
- Katolicy rzymscy – 93,81%
- Ewangelicy – 2,86%
- Ateiści – 1,43%
- Nie podano – 1,59%